# Dikastocratie
Dikastocratie komt van het Griekse dikastḗs (rechters) en kratein (regeren). Het is een term uit de politieke filosofie, en betekent "regering door rechters". In tegenstelling tot bijvoorbeeld democratie of dictatuur is het geen staatsvorm, maar een samenleving waarin de hoogste macht berust bij de rechterlijke macht.
De term (toen gespeld als dicastocratie) werd in 1974 in de Nederlandse politiek voor het eerst gebruikt door politicus Erik Jurgens. Politicus Thierry Baudet nam het begrip in 2019 op in zijn vocabulaire.
Vergelijkbaar hieraan is de term Kritarchie of kritocratie (in het Hebreeuws, שופטים, shoftim). Deze regeringsvorm komt voor in de bijbelse geschiedenis van het oude Israël, tijdens de periode die wordt beschreven in het boek Rechters. Het woord wordt gevormd door woorden uit het Griekse "kritès" (beoordeeld) ) of "krito" (rechter) en archè (overheid). Een vorm van dergelijke heerschappij (in niet-bijbelse zin) wordt nu nog aangetroffen in Somalië, waar rechters regeren volgens het rechtsysteem van de xeer.